# Купа-трупа
Купа-трупа (англ. Koopa Troopa) — разновидность популярных персонажей, используемых в игровой серии Mario.
Купы — одни из самых первых противников Марио, дебютировавшие в игре Mario Bros в 1983 году, и впоследствии появляющиеся в большинстве игр данной серии.

## Разновидности куп
- Зелёные купы-трупы (англ. Green Koopa Troopa). Самые примитивные представители семейства Купа. Имеют жёлтые лапки и клювастые головы. Панцири окрашены в зелёный цвет. Двигались эти черепахи только по прямой, не обращая внимания на пропасти, в которые постоянно падали. В первых играх серии купы-трупы передвигались исключительно на четырёх конечностях. В дальнейших играх они всё чаще стали использовать прямохождение и обрели довольно сносный интеллект. Иногда появляются как доброжелательный неигровой персонаж, часто в RPG-играх.
- Красные купы-трупы (англ. Red Koopa Troopa). Отличаются от своих зелёных собратьев красным цветом панциря и более развитым интеллектом. Красные черепахи патрулируют определённые участки местности, останавливаясь перед обрывами. Как и зелёные купы-трупы, эти черепахи на самом деле безобидны и не нападают на Марио целенаправленно. Их можно легко обойти, не ввязываясь в конфликт.
- Зелёные летучие купы (англ. Green Koopa Paratroopa). Разновидность летающих куп-труп. Летают плохо, поэтому передвигаются высокими затяжными прыжками.
- Красные летучие купы (англ. Red Koopa Paratroopa). Эти купы летают по определённой траектории, и вызывают опасность столкновения, когда Марио перепрыгивает между лифтами или высокими уступами.
- Купы-скелеты (англ. Dry Bones). Являются восставшими из мёртвых купами. Обитают в основном в замках и башнях. После того, как на них прыгают, собираются заново. Чтобы купу-скелета уничтожить, нужен плащ, молот или лёд, сами они огнеустойчивы.
- Каскожуки (англ. Buzzy Beetle). Ещё одна разновидность черепах Купа. Каскожуки стоят на низшей ступени развития черепах, однако их панцирь огнеустойчив (не реагирует на огненные шары). По родству скорее ближе к Колючкиным. В некоторых играх они также могут падать с потолка.
- Лакиту (англ. Lakitu). Черепахи, летающие на облаках. По логике, сей вид Куп разводит Колючкиных. В качестве атаки обычно используют яйца колючкиных. Иногда для атаки используют другие средства, например, пираний-отпрысков. В некоторых играх серии лакиту выступают в мирном ключе, например, являются арбитрами в гонках (серия Mario Kart).
- Колючкины (англ. Spiny). По развитию находятся на одном уровне с зелёными купами-трупами, но в отличие от них так и остались примитивными животными. Тело колючкиных целиком покрыто массивным красным панцирем, поверхность которого унизана острыми шипами, что делает невозможными атаки сверху. Судя по всему, разведением колючкиных занимаются лакиту — существа, живущие на облаках, поскольку именно лакиту сбрасывают колючкиных на голову Марио.
- Братья-молоты (англ. Hammer Bros.). Отряд агрессивных черепах Купа, представляющих элиту в армии Боузера. Клан Молота состоит из разумных прямоходящих черепах в зелёных защитных доспехах, основным оружием которых являются метательные молотки. Братья-молоты частенько подпрыгивают, чтобы увеличить дальность метания своих молотков также как их больших предшественников. Это одни из наиболее опасных противников Марио. Существуют многие другие версии братьев-молотов: братья-огни (англ. Fire Bros.), братья-бумеранги (англ. Boomerang Bros.), братья-кувалды (англ. Sledge Bros.), братья-льды (англ. Ice Bros.), и так далее.
- Купы-чародеи или Магикупы (англ. Magikoopa). Купы-волшебники, которые активно используют магические приёмы. Часто выступают в качестве промежуточных боссов. Носят очки и длинные синие мантии. Один из магикуп по имени Камек имеет собственную роль и является помощником Боузера.
- Боузер и Купалинги (англ. Bowser & Koopalings). Безымянная разновидность куп с шипами на панцире и когтями на ногах и руках. К ним относятся Боузер, Боузер Младший и Купалинги. Являются доминирующим классом в клане Купа.
- Купы-бомбы (англ. Bombshell Koopa). Купы, появляющиеся в Super Mario Land. Их панцирь взрывается как бомба, что, вероятно, было сделано ввиду ограничений системы Game Boy. Подобно красным купам-трупам, уклоняются от обрывов.
- Ноко-бомбетты или каскожуки-бомбы (англ. Noko Bombette). Купы-бомбы, в процессе эволюции ставшие похожими на каскожуков. В отличие от обычных каскожуков, ноко-бомбетты уклоняются от обрывов, а если прыгнуть на каскожука-бомбу, его панцирь взорвётся.
- Террапины (англ. Terrapin). Элита Боузера, появляющиеся в Super Mario RPG: Legend of the Seven Stars. Эти купы облачены в доспехи. Являются прототипами Купатрулей из Paper Mario.
- Купатрули (англ. Koopatrool). Элита Боузера, появляющиеся в играх серии Paper Mario. Являются рыцарями Боузера и хранителями его замка.
- Тёмные Купатрули (англ. Dark Koopatrool). Усиленный вид Купатрулей с фиолетовыми латами и горящими красными глазами. Появляются в Paper Mario: The Thousand-Year Door.
- Купа-скороход (англ. Koopa the Quick). Купа из Super Mario 64. Цель игрока — обогнать Купу-скорохода в гонке.
- Купелеоны (англ. Koopeleon). Разновидность куп из игры Mario & Luigi: Partners in Time. Живут в лесу Тоадвуд, а их золотой подвид живёт в Вулкане Бамсов. Похожи на хамелеонов.